# Paolo Simoncelli
Paolo Simoncelli (Roma, 1950) è uno storico italiano.
Già professore ordinario di Storia moderna presso la facoltà di Scienze Politiche, Sociologia, Comunicazione dell'Università La Sapienza di Roma e nel 2012 è stato direttore del Dipartimento di Scienze Politiche della stessa facoltà.
Ha pubblicato volumi e saggi sulla diffusione della Riforma protestante in Italia, sull'Inquisizione romana, sul repubblicanesimo fiorentino del XVI secolo e sui rapporti tra cultura italiana e fascismo. Ha scritto per il quotidiano Avvenire.

## Pubblicazioni
- Il caso Reginald Pole. Eresia e santità nelle polemiche del Cinquecento, Roma, Edizioni di storia e letteratura, 1977
- Evangelismo italiano del Cinquecento: questione religiosa e nicodemismo politico, Istituto storico italiano per l'età moderna e contemporanea, 1979
- La lingua di Adamo. Guillaume Postel tra accademici e fuoriusciti fiorentini, Olschki, 1984
- Il cavaliere dimezzato. Paolo Del Rosso «Fiorentino e letterato», Franco Angeli, 1990
- Storia di una censura. «Vita di Galileo» e Concilio Vaticano II, Franco Angeli, 1992
- Gentile - Chiavacci, carteggio, Firenze, Le Lettere, 1993
- Piero Calamandrei, In difesa dell'onestà e della libertà della scuola, Palermo, Sellerio, 1994
- Cantimori, Gentile e la Normale di Pisa. Profili e documenti, Franco Angeli, 1994
- Gentile e il Vaticano. 1943 e dintorni, Le Lettere, 1997
- La normale di Pisa. Tensioni e consenso (1928-1938), Franco Angeli, 1998
- Storia moderna. Dalla formazione degli Stati nazionali alle egemonie internazionali, Cacucci, 2001
- Renzo De Felice. La formazione intellettuale, Le Lettere, 2001
- Gentile-Donati, carteggio, Firenze, Le Lettere, 2004
- L'ultimo premio del fascismo. Marino Moretti e l'Accademia d'Italia (Firenze, 21 aprile 1944), Le Lettere, 2005
- Fuoriuscitismo repubblicano fiorentino. vol. I. 1530-1537, Franco Angeli, 2006
- Tra scienza e lettere. Giovannino Gentile (e Cantimori e Majorana). Firenze, Le Lettere, 2007
- Sergio Maldini. Biografia della nostalgia, Venezia, Marsilio 2008
- Cantimori e il libro mai edito. Il Movimento nazionalsocialista dal 1919 al 1933, Firenze, Le Lettere, 2008
- L'epurazione antifascista all'Accademia dei Lincei. Cronache di una controversa "ricostituzione", Firenze, Le Lettere, 2009
- Zara, due o più facce di una medaglia, Firenze, Le Lettere, 2010
- Revisionismo, breve seminario per discuterne, Roma, Cacucci, 2011
- Non credo neanch'io alla razza. Gentile e i colleghi ebrei, Firenze, Le Lettere, 2013
- Antimedicei nelle «vite» vasariane, Roma, Nuova Cultura, 2016
- La Repubblica fiorentina in esilio. Una storia segreta (Vol. I), Roma, Nuova Cultura, 2018
- Cagli, De Libero, La Cometa, Roma, Nuova Cultura, 2020
- Affioramenti protonazionalisti nella cultura fiorentina di metà '500, Roma, Nuova Cultura, 2022

| Controllo di autorità | VIAF (EN) 17238464 · ISNI (EN) 0000 0000 8339 5482 · SBN CFIV114281 · BAV 495/258226 · LCCN (EN) n82018312 · GND (DE) 1134907427 · BNF (FR) cb120313186 (data) · J9U (EN, HE) 987007504567805171 |